# ヴィンデルスバッハ
ヴィンデルスバッハ (ドイツ語: Windelsbach) は、ドイツ連邦共和国バイエルン州ミッテルフランケンのアンスバッハ郡に属す町村（以下、本項では便宜上「町」と記述する）で、ローテンブルク・オプ・デア・タウバー行政共同体の一員。

## 地理

### 位置
ヴィンデルスバッハは、フランケンヘーエ自然公園内に位置する。

### 自治体の構成
この町は、公式には9つの地区 (Ort) からなる。このうち小集落や孤立農場などを除く集落を以下に列記する。
- ブルクハウゼン
- カドルツホーフェン
- ホルナウ
- リンデン
- ノルデンベルク
- プロインツフェルデン
- ヴィンデルスバッハ

## 歴史
ヴィンデルスバッハは、1241年に初めて文献上で言及される。ヴィンデルスバッハは、現在のミッテルフランケンに属し、1792年にプロイセンが獲得したアンスバッハ侯領に含まれた。1806年にライン同盟によりバイエルン領となった。バイエルン王国の行政改革の時代、1818年に現在の自治体が成立し、1978年にそれまで独立した自治体であったブルクハウゼンとカドルツホーフェンが合併した。

## 行政

### 議会
ヴィンデルスバッハの町議会は、町長を含め13議席からなる。

### 紋章
金地。斜めに置かれた銀と青の斜め帯を3回繰り返す盾が、斜めに置かれている。その左角に、両側に赤いシリンダがついた青い鉢形兜。右の（向かって左の）シリンダには小さな穴がいくつも開いている。

## 経済と社会資本
ヴィンデルスバッハは、ロマンティック・フランケン観光連盟に加盟している。

### 交通
ヴィンデルスバッハは、アウトバーンA7号線（インターチェンジ108 ローテンブルク・オプ・デア・タウバー）の近くに位置している。

## 引用
1. ↑  https://www.statistikdaten.bayern.de/genesis/online?operation=result&code=12411-003r&leerzeilen=false&language=de Genesis-Online-Datenbank des Bayerischen Landesamtes für Statistik Tabelle 12411-003r Fortschreibung des Bevölkerungsstandes: Gemeinden, Stichtag (Einwohnerzahlen auf Grundlage des Zensus 2011)
2. ↑  Bayerische Landesbibliothek Online